# Matrimonio igualitario en Chiapas
El matrimonio entre personas del mismo sexo ha sido legal en Chiapas de conformidad con un fallo de la Corte Suprema emitido el 11 de julio del 2017 que la prohibición del matrimonio entre personas del mismo sexo violaba las disposiciones de igualdad y no discriminación de los artículos 1 y 4 de la Constitución de México. El fallo, publicado en el Diario Oficial de la Federación el 11 de mayo de 2018, legalizó el matrimonio entre personas del mismo sexo en el estado de Chiapas.

## Historia jurídica

### Antecedentes
La Corte Suprema de México dictaminó el 12 de junio del 2015 que las prohibiciones estatales del matrimonio entre personas del mismo sexo son inconstitucionales en todo el país. El fallo del tribunal se considera una "tesis jurisprudencial" y no invalida las leyes estatales, lo que significa que las parejas del mismo sexo a las que se les niega el derecho a casarse aún tendrían que buscar amparos individuales en los tribunales. El fallo estandarizó los procedimientos para que jueces y tribunales de todo México aprueben todas las solicitudes de matrimonios entre personas del mismo sexo e hizo que la aprobación fuera obligatoria. Específicamente, el tribunal dictaminó que las prohibiciones del matrimonio entre personas del mismo sexo violan los artículos 1 y 4 de la Constitución de México. El artículo 1 de la Constitución establece que "toda forma de discriminación, basada en el origen étnico, el género, la edad, la discapacidad, la condición social, las condiciones médicas, la religión, las opiniones, la orientación sexual, el estado civil o cualquier otra forma, que viole los derechos la dignidad humana o pretenda anular o disminuir los derechos y libertades de las personas, está prohibido", y el artículo 4 se refiere a la igualdad matrimonial, señalando que "el hombre y la mujer son iguales ante la ley. La ley protegerá la organización". y desarrollo de la familia." La Constitución de Chiapas no prohíbe expresamente el reconocimiento del matrimonio entre personas del mismo sexo. El artículo 9 de la Constitución establece que "el Estado de Chiapas promoverá políticas encaminadas a garantizar el derecho de toda persona a: [...] la protección del desarrollo de su familia".
En enero de 2014, activistas presentaron una denuncia ante el Consejo Nacional para Prevenir la Discriminación contra el alcalde Rafael Guira Aguilar de Chilón. Guira Aguilar fue acusada de patrocinar una campaña religiosa contra el matrimonio entre personas del mismo sexo y el aborto mediante la financiación de juntas de construcción que calificaban los proyectos de ley que legalizaban el aborto, el matrimonio entre personas del mismo sexo y la marihuana como "violaciones de los mandamientos de Dios" y decían que " la paga del pecado es muerte". Grupos de derechos humanos dijeron que el apoyo financiero del alcalde a la campaña violaba principios seculares.
El 25 de septiembre de 2014, Matrimonio Igualitario México interpuso un amparo impugnando la constitucionalidad de los artículos 144 y 145 del Código Civil de Chiapas. El artículo 144 establecía que el matrimonio es una institución cuyo fin era "perpetuar la especie", mientras que el artículo 145 exigía que "el hombre y la mujer" tuvieran al menos 16 años de edad. El 3 de marzo de 2015, el Tribunal Supremo falló en contra del Estado, declaró inconstitucionales los dos artículos y concedió a las 51 parejas demandantes el derecho a contraer matrimonio. El 26 de marzo de 2015, un documento publicado por el Congreso estatal denunció el fallo, pidió una revisión y afirmó que el matrimonio entre personas del mismo sexo era "antinatural" al tiempo que comparaba las relaciones homosexuales con el incesto. El presidente de la Mesa Directiva del Congreso, Jorge Enrique Hernández Bielma, negó posteriormente la presentación de la revisión destacando que sólo él tenía la facultad de realizar la solicitud e insistiendo en que nunca había firmado ningún documento sobre el tema. Sin embargo, el 16 de abril de 2015, los medios revelaron que el sitio web del Consejo Judicial del estado había recibido la solicitud de revisión el 23 de marzo de 2015 y ya había asignado un número al caso. En septiembre de 2016, la Corte Suprema falló en contra del estado en apelación y declaró inconstitucional la prohibición estatal del matrimonio entre personas del mismo sexo.
En diciembre de 2015, una pareja de lesbianas se casó en Tuxtla Gutiérrez luego de haber ganado exitosamente un amparo en los tribunales. La pareja, que permaneció en el anonimato, fue la primera pareja del mismo sexo en casarse en Chiapas. En julio de 2016, el Juzgado Segundo de Distrito concedió un amparo a un matrimonio masculino de San Cristóbal de Las Casas.

### Acción legislativa
La legislación para permitir los matrimonios entre personas del mismo sexo se propuso por primera vez en Chiapas en 2012. El 15 de febrero de 2012, varias asociaciones LGBT presentaron medidas a los poderes ejecutivo y legislativo del gobierno recomendando enmiendas al Código Civil para permitir el matrimonio de parejas del mismo sexo. El 29 de noviembre de 2013, el activista de derechos humanos Diego Cadenas Gordillo presentó al Congreso de Chiapas un proyecto de ley para legalizar el matrimonio entre personas del mismo sexo. La propuesta fue rechazada por el Congreso el 13 de diciembre de 2013, alegando que las "iniciativas populares" deben contar con el apoyo del 1,5% del electorado, o 50.500 votantes. El 3 de enero de 2014 se presentó un recurso de amparo ante un juez federal debido a la negativa del Congreso a actuar sobre la medida. El juez rechazó la orden judicial y poco después los activistas presentaron una apelación ante el Tribunal del Vigésimo Circuito. En noviembre de 2014, Gordillo presentó una solicitud de intervención formal ante la Comisión Interamericana de Derechos Humanos (CIDH), alegando que ni el Congreso ni el gobernador Manuel Velasco Coello habían respondido a las leyes discriminatorias que prohibían el matrimonio entre personas del mismo sexo en Chiapas. La CIDH recibió oficialmente la solicitud y la registró como caso 1728-14.
El 27 de marzo de 2014, la diputada Alejandra Ruiz Soriano del Partido de la Revolución Democrática (PRD) presentó un proyecto de ley para reformar el artículo 144 del Código Civil para establecer que el matrimonio es "la unión libre de dos personas para la comunidad de vida, donde ambas Se busca el respeto, la igualdad y la ayuda mutua." El proyecto de ley también habría estandarizado el concubinato, independientemente de la orientación sexual. Se estancó en el Congreso, al no haber recibido ni siquiera una primera lectura dos años después de su presentación. En mayo de 2016 se presentó al Congreso otro proyecto de ley sobre matrimonio entre personas del mismo sexo Según Unidos Diferentes Asociación Civil (UDAC), un grupo local de defensa de la comunidad LGBT, el nuevo proyecto de ley fue retirado varias veces de la agenda y no votado debido a las acciones del presidente del Congreso, Eduardo Ramírez Aguilar. El proyecto de ley no habría abordado la adopción por parejas del mismo sexo. Al igual que la propuesta anterior, se estancó.
A junio de 2022 se encuentra pendiente en el Congreso un proyecto de ley para codificar el matrimonio entre personas del mismo sexo en el Código Civil.

### Acción de inconstitucionalidad (2016-2017)
El 6 de abril de 2016, la Comisión Nacional de los Derechos Humanos interpuso una acción de inconstitucionalidad ante la Suprema Corte de Justicia de la Nación. El Congreso de Chiapas había modificado recientemente la ley estatal de familia, pero al hacerlo no derogó la prohibición estatal del matrimonio entre personas del mismo sexo. La Comisión aprovechó esta oportunidad para interponer la acción de inconstitucionalidad. La acción buscaba legalizar el matrimonio entre personas del mismo sexo en Chiapas, de manera similar a Jalisco, donde la Corte Suprema anuló la prohibición del matrimonio entre personas del mismo sexo en ese estado en un fallo unánime a principios de 2016.
El 11 de julio de 2017, el tribunal dictaminó que la definición heterosexual de matrimonio en el Código Civil era inconstitucional bajo las disposiciones de igualdad y no discriminación de los artículos 1 y 4 de la Constitución de México, legalizando el matrimonio entre personas del mismo sexo en el estado y especificando que un amparo judicial ya no es necesario. La primera ceremonia de matrimonio entre personas del mismo sexo después del fallo se produjo a finales de julio de 2017, aunque la pareja aún se casó mediante un amparo. El fallo entraría en vigor a partir de su publicación en el Diario Oficial de la Federación . El 30 de octubre de 2017, aunque la sentencia aún no se había publicado, el registro civil comenzó a aceptar solicitudes de matrimonio de parejas del mismo sexo. La primera pareja que se casó sin amparo lo hizo ese día en San Cristóbal de las Casas. El fallo se publicó oficialmente el 11 de mayo de 2018. Los funcionarios estatales también han confirmado que el fallo judicial permite la adopción a parejas del mismo sexo. 

## Estadísticas de matrimonio
Más de 300 matrimonios entre personas del mismo sexo se celebraron en Chiapas entre diciembre de 2017 y junio de 2018, la mayoría en Tuxtla Gutiérrez, San Cristóbal de las Casas, Tapachula y Comitán. Muchas parejas eran de otros estados, incluidos Tabasco, Veracruz y Oaxaca.

## Opinión pública
Encuesta de opinión de 2017 realizada por Gabinete de Comunicación Estratégica encontró que el 39% de los chiapanecos apoyaba el matrimonio entre personas del mismo sexo, el segundo más bajo en todo el país, mientras que el 58% se oponía. 
Según una encuesta de 2018 del Instituto Nacional de Estadística y Geografía, el 59% de la población chiapaneca se oponía al matrimonio entre personas del mismo sexo, la más alta en México. 